# Bull Harbour
Bull Harbour est une municipalité située dans la province de la Colombie-Britannique, dans le Hope Island.